# Provinz Yauyos

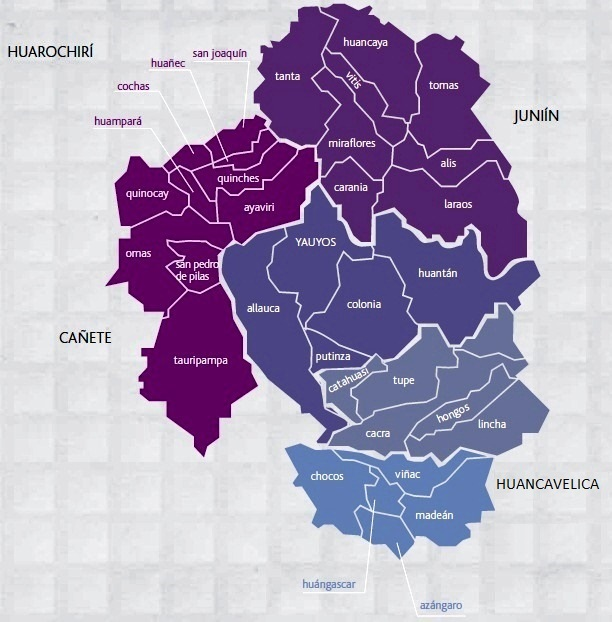
Lage der Distrikte

Die Provinz Yauyos ist eine der neun Provinzen der Region Lima an der Pazifikküste von Peru. Die Provinz hat eine Fläche von 6901,58 km². Die Einwohnerzahl lag beim Zensus 2017 bei 20.463, 10 Jahre zuvor bei 27.501. Verwaltungssitz der Provinz ist Yauyos.

## Geographische Lage
Die Provinz Yauyos liegt in der peruanischen Westkordillere 130 km südöstlich der Landeshauptstadt Lima. Sie erstreckt sich über das obere Einzugsgebiet des Río Cañete. Ferner liegt Im Nordwesten der Provinz liegt ein etwa 12 km langer Abschnitt des Río Mala sowie das Flusstal des Río Ayavirí, ein linker Nebenfluss des Río Mala. Im Südwesten der Provinz liegt außerdem das obere Flusstal des Río Omas. Im Osten bildet die Wasserscheide, die entlang der Westkordillere verläuft, die Provinzgrenze. Die Provinz Yauyos grenzt im Norden an die Provinz Huarochirí, im Osten an die Region Junín und die Region Huancavelica, im Süden an die Provinz Ica sowie im Westen an die Provinz Cañete. In der Provinz befindet sich das Landschaftsschutzgebiet Reserva Paisajística Nor Yauyos Cochas (221.268 ha).
Die beiden indigenen Sprachen der Provinz sind Yauyos-Quechua (laut Census 2007 etwa 800 Sprecher, 3,2 %) und Jaqaru (etwa 740 Sprecher, 3,0 %), die beide meist nur noch von älteren Menschen gesprochen werden und deshalb in ihrem Bestand sehr gefährdet sind. Für Jaqaru gibt es allerdings seit 2013 ein Projekt interkultureller zweisprachiger Erziehung.

## Verwaltungsgliederung
Die Provinz Yauyos ist in 33 Distrikte (Distritos) gegliedert. Der Distrikt Yauyos ist Sitz der Provinzverwaltung.
| Distrikt           | Verwaltungssitz        |
| ------------------ | ---------------------- |
| Alis               | Alis                   |
| Allauca            | Ayauca                 |
| Ayaviri            | Ayaviri                |
| Azángaro           | Azángaro               |
| Cacra              | Cacra                  |
| Carania            | Carania                |
| Catahuasi          | Catahuasi              |
| Chocos             | Chocos                 |
| Cochas             | Cochas                 |
| Colonia            | Colonia                |
| Hongos             | Hongos                 |
| Huampara           | Huampara               |
| Huancaya           | Huancaya               |
| Huañec             | Huañec                 |
| Huangáscar         | Huangáscar             |
| Huantán            | Huantán                |
| Laraos             | Laraos                 |
| Lincha             | Lincha                 |
| Madean             | Madean                 |
| Miraflores         | Miraflores             |
| Omas               | Omas                   |
| Putinza            | San Lorenzo de Putinza |
| Quinches           | Quinches               |
| Quinocay           | San Pedro de Quinocay  |
| San Joaquín        | San Joaquín            |
| San Pedro de Pilas | San Pedro de Pilas     |
| Tanta              | Tanta                  |
| Tauripampa         | Tauripampa             |
| Tomas              | Tomas                  |
| Tupe               | Tupe                   |
| Viñac              | Viñac                  |
| Vitis              | Vitis                  |
| Yauyos             | Yauyos                 |